# Le Motif dans le tapis
Le Motif dans le tapis (The Figure in the Carpet), aussi connue en français sous le titre L'Image dans le tapis, est une nouvelle de Henry James, d'abord publiée dans la revue londonienne Cosmopolis en 1896, puis reprise en volume la même année dans le recueil Embarrassments, chez Heinemann, à Londres, et chez Macmillan, à New York.
Cette assez longue nouvelle, racontée à la première personne, doit son succès critique au traitement très fin du sujet de l'essence de la littérature et de l'art, comparée dans le récit à un motif dans un tapis que ne pourraient voir ou deviner que ceux qui le regardent avec attention.

## Résumé
Le narrateur, un écrivain, se vante d'avoir critiqué intelligemment le dernier roman de Hugh Vereker. Ce dernier lui explique qu'en fait il a manqué le plus important, une chose particulière que les critiques doivent trouver et qui se trouve dans son roman : « mon secret », « comme un motif compliqué dans un tapis persan ».
Le narrateur se met alors à chercher ce mystérieux motif caché dans le roman, rejoint dans sa quête par son ami Corvick et la fiancée de ce dernier, Gwendolen. Un jour, Corvick, voyageant seul en Inde, leur télégraphie qu'il a trouvé, Corvick promet à Gwendolen de tout lui révéler après qu'ils se seront mariés. Il lui racontera le secret mais mourra lors de la lune de miel. Vereker meurt du paludisme et sa femme également. Gwendolen devient la seule détentrice du secret de Vereker. 
Gwendolen se remarie à Drayton Dean, un critique littéraire rival du narrateur. Malheureusement, Gwendolen meurt en enfantant son second enfant. Le secret n'a plus aucun détenteur. Dans le dernier chapitre, le narrateur demande à Drayton quel est le secret (ignorant que celui-ci est lui même ignorant). Drayton lui promet qu'il n'en sait rien. L'auteur ne l'explique pas formellement mais on peut comprendre que le narrateur tue Drayton Dean dans les dernières lignes de la nouvelle.

## Renommée critique
Cette nouvelle a attiré l'attention des critiques littéraires, car elle met en abyme le processus même de leur travail. Aux États-Unis, les critiques Richard Palmer Blackmur, Leo B. Levy, J. Hillis Miller ou Edmund Wilson lui ont consacré des études.
Philippe Sollers l'analyse dans son article « Le Secret ». Le critique Tzvetan Todorov la prend comme point de départ de son étude de quelques nouvelles de Henry James, « Le secret du récit : Henry James ». Il conclut : « La quête du secret ne doit jamais se terminer car elle constitue le secret lui-même. »
Elle a aussi été analysée par Wolfgang Iser dans L'Acte de lecture. David Lapoujade revient sur cette nouvelle dans Fictions du pragmatisme. William et Henry James (2008).
Henry James lui-même fait plusieurs allusions à cette nouvelle dans un autre de ses récits, Le Tour d'écrou (1898), dans lequel l'image du « motif dans le tapis » apparaît comme la métaphore du texte littéraire, assimilé aux « fils de cette tapisserie mentale », dont le dessin se constitue peu à peu, mais demeure entouré de mystère.

## Traductions françaises
- Le Motif dans le tapis, traduit par S.-E. Laboureur, Revue de Genève, 30.2 (décembre 1922–février 1923), p. 693–701, 42–65, 185–201.
- L'Image du tapis, traduit et présenté par Marie Canavaggia, Paris, Pierre Horay, 1957 ; réédition dans L'Élève : et autres nouvelles précédées de : James glossateur de James par Pierre Leyris, Paris, UGE, coll. « 10/18 » no 147, 1983
- L'Image dans le tapis, traduit par Benoît Peeters, Paris, Éditions de L'Équinoxe, 1984 ; réédition, Paris, Seuil, coll. « Points. Roman » no 213, 1985
- Le Motif dans le tapis, traduit par Élodie Vialleton, Arles, Actes Sud, coll. « Babel » no 261, 1997
- L'Image dans le tapis, traduit par Fabrice Hugot, Paris, Criterion, 1991 ; réédition, Paris, Groupe Privat/Le Rocher, coll. « Motifs » no 332, 2009
- Le Motif dans le tapis, traduit par Jean Pavans, Paris, Flammarion, coll. « Garnier-Flammarion » no 1181, 2004 ; réédition dans Nouvelles complètes, tome III, Paris, Éditions de la Différence, 2008 ; réédition dans Le Motif dans le tapis : et onze autres nouvelles, Paris, La Différence, coll. « Minos » no 90, 2012
- Le Motif dans le tapis, traduit par Pierre Fontaney, dans Nouvelles complètes, tome III, Paris, Gallimard, coll. « Bibliothèque de la Pléiade », 2011 ; réédition, Paris, Gallimard, coll. « Folio 2 euros » no 6414, 2018